# Người ấy là ai
Người ấy là ai (hay còn gọi là Người ấy là ai?, viết tắt: NALA, tiếng Anh: Who is Single Vietnam) là chương trình do Đài Truyền hình Thành phố Hồ Chí Minh và công ty Vie Channel (thuộc DatViet VAC Group Holdings) phối hợp thực hiện với mục đích giúp cho các cô gái độc thân tìm kiếm người yêu phù hợp trong số 5 chàng trai tham gia chương trình. Đây là một chương trình về tình yêu có bản quyền gốc từ bên Thái Lan (Roo Mai Krai Sod – รู้ไหมใครโสด, tên tiếng Anh: Who is Single). Tập đầu tiên được phát sóng trên kênh HTV2 - Vie Channel, Vie GIẢITRÍ - VTVCab 1 vào ngày 2/11/2018.
Sau một số mùa, chương trình gây ra nhiều chỉ trích xung quanh việc dàn dựng sẵn kịch bản, hoặc nhiều người chơi nói dối về đời tư khiến khán giả cảm thấy bị chương trình lừa gạt.

## Tổng quan và luật chơi
Người chơi là những cô gái độc thân muốn đi tìm chàng trai phù hợp để yêu đương. Người chơi có nhiệm vụ phải loại ra những người đã có chủ (tức là đã có vợ/người yêu), những người LGBT và tìm ra ai là người độc thân thích hợp cho mình. Mỗi tập có một ban cố vấn để giúp đỡ cho người chơi lựa chọn chàng trai thích hợp. Trấn Thành là MC, ca sĩ Hương Giang, mùa 4 đổi thành siêu mẫu Minh Tú, sau đó là người mẫu Châu Bùi ở mùa 5 là cố vấn xuyên suốt của chương trình; cùng với đó là các cố vấn khách mời thay đổi mỗi tuần.
Chương trình sử dụng bài hát chủ đề là bài hát Người ấy là ai do Shin Hồng Vịnh và rapper Ricky Star sáng tác và biểu diễn.
Sau đây là luật chơi của mùa 5. Mỗi tập phát sóng có một người chơi là nữ chính và 5 chàng trai, hoặc nam chính và 5 cô gái. Họ sẽ trải qua ba vòng chơi để lựa chọn ra một người phù hợp cho nhân vật chính của tập đó. Cụ thể:

### Các vòng chơi

#### Vòng 1
Từng ứng viên sẽ xuất hiện và giới thiệu về bản thân mình thông qua một đoạn clip ngắn. Sau khi giới thiệu xong, ban cố vấn sẽ đưa ra những nhận định về người đó và từng cố vấn sẽ cầm lên một tấm bảng màu xanh lá cây, đỏ hoặc tím để dự đoán người ấy là người độc thân, đã có chủ hoặc thuộc giới LGBT tương ứng. Khán giả tại trường quay sẽ dự đoán qua một ứng dụng trên điện thoại, kết quả dự đoán sẽ được hiển thị trên màn hình theo tỷ lệ phần trăm. Cuối vòng này, nhân vật chính sẽ phải loại đi một người mà mình cho là không phù hợp nhất.
Lưu ý: Các ứng viên không được phép nói trong suốt vòng này và vòng 2, trừ khi đã bị loại.
Ban cố vấn có đặc quyền giữ một ứng viên mà họ cho là có khả năng độc thân cao, ứng viên đó sẽ ngay lập tức bước vào vòng tiếp theo mà không bị ảnh hưởng bởi quyết định của nhân vật chính. Đặc quyền này chỉ được sử dụng một lần duy nhất tại vòng này và vòng 2, và chỉ có hiệu lực khi tất cả các thành viên trong ban cố vấn đồng thuận chọn cùng một người để giữ lại.

#### Vòng 2
Sẽ có một trò chơi cho bốn ứng viên còn lại thể hiện đặc điểm của bản thân mình với sự hỗ trợ từ ban cố vấn. Kết thúc trò chơi, ban cố vấn và khán giả sẽ dự đoán về từng nhân vật (cách thức tương tự như vòng 1). Cuối vòng này, nhân vật chính sẽ tiếp tục loại đi một người mà người đó cảm thấy không phù hợp nhất với mình.

#### Vòng 3
Trong vòng chơi này, mỗi ứng viên còn lại sẽ có một hashtag của riêng mình. Đối với mỗi hashtag mà mỗi nhân vật cung cấp, ban cố vấn và người chơi sẽ có một thời gian để hỏi đáp người đó theo chủ đề tương ứng với hashtag. Chỉ tại thời điểm này trong vòng chơi, mỗi người mới có thể trả lời câu hỏi mà ban cố vấn đặt ra. Kết thúc các phiên hỏi đáp với các nhân vật, ban cố vấn sẽ tư vấn cho nhân vật chính để nhân vật chính có thể lựa chọn đúng nhân vật độc thân phù hợp.

#### Giai đoạn quyết định
Các ứng viên sẽ quay trở lại sân khấu và mỗi người sẽ có một thời gian ngắn để thuyết phục nhân vật chính chọn mình. Khán giả trong trường quay sẽ bình chọn trên điện thoại cho người mà mình cho rằng sẽ được nhân vật chính lựa chọn; kết quả bình chọn của khán giả sẽ được hiển thị trên màn hình dưới dạng phần trăm bình chọn.
Nhiệm vụ của nhân vật chính là phải lựa chọn một ứng viên duy nhất trong số ba người trên sân khấu bằng cách trao bó hoa do chương trình cung cấp tặng cho người mà họ muốn lựa chọn. Đây là khoảnh khắc quan trọng nhất trong chương trình này.

### Phần lộ diện
Các ứng viên bị loại ở vòng 1, 2 hoặc sau khi người chơi đưa ra quyết định của mình trong vòng 3 sẽ xuất hiện trong phần lộ diện bằng một tiết mục đã được chuẩn bị trước. Trước khi người đó bắt đầu tiết mục của mình, ban cố vấn và người chơi sẽ dự đoán rằng người ấy độc thân, đã có chủ hoặc thuộc giới LGBT (gần giống như vòng 1, tuy nhiên với người được chọn ở vòng 3, dự đoán cuối cùng của nhân vật chính sẽ được mặc định màu xanh). Trong quá trình thực hiện tiết mục của mình, người đó phải cho khán giả biết rằng mình đã có chủ, độc thân hoặc thuộc giới LGBT. Đèn trong sân khấu cũng sẽ thay đổi dựa trên danh tính cuối cùng của người ấy, cụ thể đèn sẽ chuyển thành:
- màu xanh lá cây, nếu người ấy độc thân;
- màu đỏ, nếu người ấy đã có chủ (tức là đã có vợ/chồng/người yêu);
- màu tím, nếu người ấy thuộc giới LGBT.

### Đối tượng tham gia
- Nhân vật chính: Những người phụ nữ/chàng trai đang còn độc thân và muốn đi tìm tình yêu cho bản thân.
- Các ứng viên: Những người độc thân, đã có vợ/chồng/người yêu hoặc thuộc giới LGBT.
- Ban bình luận, cố vấn: Các nghệ sĩ và nhân vật nổi tiếng, với cố vấn xuyên suốt là MC Trấn Thành, ca sĩ Hương Giang (ba mùa đầu, trừ các tập 11, 12, 13 của mùa 1, tập 13 của mùa 2 và các tập 13, 14 của mùa 3),[d] siêu mẫu Minh Tú (mùa 4, trừ các tập 5, 6, 7, 12)[e] và người mẫu Châu Bùi (từ mùa 5).

Các nhân vật chính và ứng viên tham dự chương trình đã được lựa chọn từ các buổi tuyển chọn diễn ra trước khi chương trình được ghi hình.

## Tổng quan các mùa
| Mùa | Mùa | Số tập | Số tập | Phát sóng gốc       | Phát sóng gốc       |
| Mùa | Mùa | Số tập | Số tập | Phát sóng lần đầu   | Phát sóng lần cuối  |
| --- | --- | ------ | ------ | ------------------- | ------------------- |
|     | 1   | 13     | 13     | 2 tháng 11 năm 2018 | 25 tháng 1 năm 2019 |
|     | 2   | 16     | 16     | 12 tháng 4 năm 2019 | 2 tháng 8 năm 2019  |
|     | 3   | 15     | 15     | 8 tháng 5 năm 2020  | 21 tháng 8 năm 2020 |
|     | 4   | 14     | 14     | 20 tháng 5 năm 2022 | 19 tháng 8 năm 2022 |
|     | 5   | 12     | 12     | 19 tháng 5 năm 2023 | 3 tháng 8 năm 2023  |

Bấm vào số thứ tự của từng mùa để xem thông tin chi tiết của các mùa đó.

## Sự việc xoay quanh chương trình

### Sự cố mất file ghi hình
Chương trình đã từng để mất file ghi hình của tập mà các khách mời là Lý Nhã Kỳ, Liên Bỉnh Phát, Gin Tuấn Kiệt. Lý Nhã Kỳ, một trong các khách mời của tập đó, cho biết bản dựng hình của tập này đã bị hỏng và không thể phục hồi. Trước đó ở mùa 1, chương trình cũng đã từng tiết lộ một số hình ảnh của tập phát sóng với sự tham gia của Gil Lê, Minh Tú, Anh Đức, nhưng sau 13 tập phát sóng của chương trình vẫn chưa thấy ba nghệ sĩ này xuất hiện.

### Dàn dựng kịch bản và gian lận đời tư
Người ấy là ai từng gây nhiều tranh cãi khi nhiều chàng trai lẫn nữ chính đã khai gian về đời tư cũng như tình trạng quan hệ của mình. Có ý kiến cho rằng chương trình đã cố ý lừa dối khán giả, và những gì người chơi nói về bản thân, việc họ lựa chọn ai thực chất chỉ là "kịch bản" mà chương trình đã dàn dựng từ trước.
- Trong mùa 3 tập 2, thí sinh Michael Trương chưa chính thức ly hôn nhưng lại nói dối trên chương trình là đã ly hôn được 6 tháng;[10]
- Mùa 3 tập 2, thí sinh Nam Phạm đã nói dối việc anh vẫn độc thân, và sau khi bị phát hiện đã phải lên tiếng xin lỗi khán giả.[3]
- Người mẫu Quang Lâm (tập 8 mùa 3) đã có người yêu nhưng lại khai gian là mình đang độc thân.[11]
- Trong mùa 2, thí sinh Johnny từng tuyên bố mình là người song tính, nhưng đến mùa 3 tập 4 thì lại được em trai xác nhận là "trai thẳng".[3][10]
- Trong tập 4 mùa 3, chàng trai Ngọc Anh tuyên bố mình độc thân, nhưng sau đó bị tố đã có người yêu được 5 tháng với những bức ảnh tình cảm được chia sẻ công khai.[10]
- Tập 12 mùa 3, cầu thủ Văn Tiến nói rằng vợ anh là người yêu lâu năm và vợ chồng rất hạnh phúc, nhưng sau đó Văn Tiến bị tố cáo đã ngoại tình và bỏ vợ vào khoảng 2 tháng trước, người vợ còn tố Văn Tiến ngoại tình cùng lúc với 2 người phụ nữ khác, đuổi vợ và con gái 21 tháng tuổi ra khỏi nhà.[4]
- Mùa 3 tập 13 - 14, MC Hương Giang kết đôi với Matt Liu – CEO người Singapore. Nhưng không lâu sau đó, Matt Liu bị phát hiện đã nói dối: anh kể rằng mình và bạn gái cũ đã chia tay được 1 năm, nhưng người bạn gái cũ của Matt Liu cho biết họ đã yêu nhau 4 năm và mới chia tay trước đó 1 tháng.[12] Sau 2 năm, Hương Giang đột ngột tuyên bố chia tay Matt Liu, nhiều khán giả nghi ngờ chuyện tình cảm giữa 2 người chỉ là dàn dựng nhằm mục đích đánh bóng tên tuổi.
- Mùa 4 tập 5, người chơi Duy Minh đã bị nhiều người tố cáo rằng anh đã nói dối trên chương trình. Duy Minh bị tố rằng đã bắt cá nhiều tay, yêu hai cô gái cùng một lúc. Ngoài ra, anh còn nợ tiền bạn gái cũ nhưng lại nói dối mình là doanh nhân thành đạt.[13] Một tuần sau, Duy Minh đã phải xác nhận và gửi lời xin lỗi khán giả.[14]
- Mùa 4 tập 10, nữ chính Hồng Nhung bị tố cáo là đã có quan hệ thân thiết với người chơi Vũ Phương từ trước chứ không phải là người lạ như họ đã diễn trên chương trình, và việc cô chọn Vũ Phương chỉ là kịch bản được dàn dựng.[15]

Nhiều khán giả phản đối việc gọi người đồng tính là "Giới tính thứ 3", vì theo kiến thức khoa học, chỉ có 2 giới tính sinh học là Nam và Nữ, còn đồng tính hoặc song tính là xu hướng tính dục, nên không gọi là "giới tính thứ 3".
Không ít người chơi bị cộng đồng mạng phát hiện là chỉ giả vờ kết đôi để đánh bóng tên tuổi cho nhau, ví dụ như cặp đôi Alan Phạm – Thanh Quỳnh, cặp đôi MC Thanh Tâm - bác sĩ thực tập Quang Lâm, CEO Kiều Ly và anh bộ đội Nhật Linh; họ đều viện lý do "bận bịu" để sớm chia tay sau chương trình Sau 44 tập của 3 mùa, chỉ có 1 cặp đôi trong chương trình đã đi tới hôn nhân, ngoài ra tất cả đều chia tay nhau không lâu sau đó. Vì vậy mà tính chân thực của chương trình đã bị đặt dấu hỏi.
Những ồn ào xoay quanh việc nói dối đời tư khiến nhiều khán giả thất vọng cho rằng các thí sinh không thực sự quan tâm đến chuyện tìm người yêu mà chỉ mượn chương trình "để đánh bóng tên tuổi". Có ý kiến nhận xét rằng chuyện yêu đương trong chương trình này giờ đã trở nên quá khó tin, bởi những cuộc tình mà người chơi thổ lộ chỉ là diễn theo kịch bản, không phải là sự thật.

## Đề cử
| Năm  | Giải thưởng     | Hạng mục                                   | Đề cử cho      | Kết quả | Chú thích     |
| ---- | --------------- | ------------------------------------------ | -------------- | ------- | ------------- |
| 2019 | Giải Mai Vàng   | Người dẫn chương trình được yêu thích nhất | Trấn Thành     | Đề cử   | [ 19 ]        |
| 2019 | WeChoice Awards | TV Show của năm                            | Người ấy là ai | Đề cử   | [ 20 ]        |
| 2021 | WeChoice Awards | TV Show của năm                            | Người ấy là ai | Đề cử   | [ 21 ] [ 22 ] |

## Tạm ngừng phát sóng
- 3/5/2019, do trùng với lễ quốc tang Đại tướng Lê Đức Anh
- 14/8/2020, do trùng với dịp quốc tang Nguyên tổng bí thư Lê Khả Phiêu